# Nous irons à Monte Carlo
Nous irons à Monte Carlo è un film francese del 1951 diretto da Jean Boyer e Lester Fuller. Il film è la versione francese di Vacanze a Montecarlo.

## Trama
Il figlio di una coppia viene, per sbaglio, affidato ad un musicista, invece che ai suoi veri genitori, una stella del cinema (Audrey Hepburn) e il suo particolare marito. Tra varie peripezie il bambino sarà rapito per poi finire sano e salvo tra le braccia dei genitori.